# NGC 2937

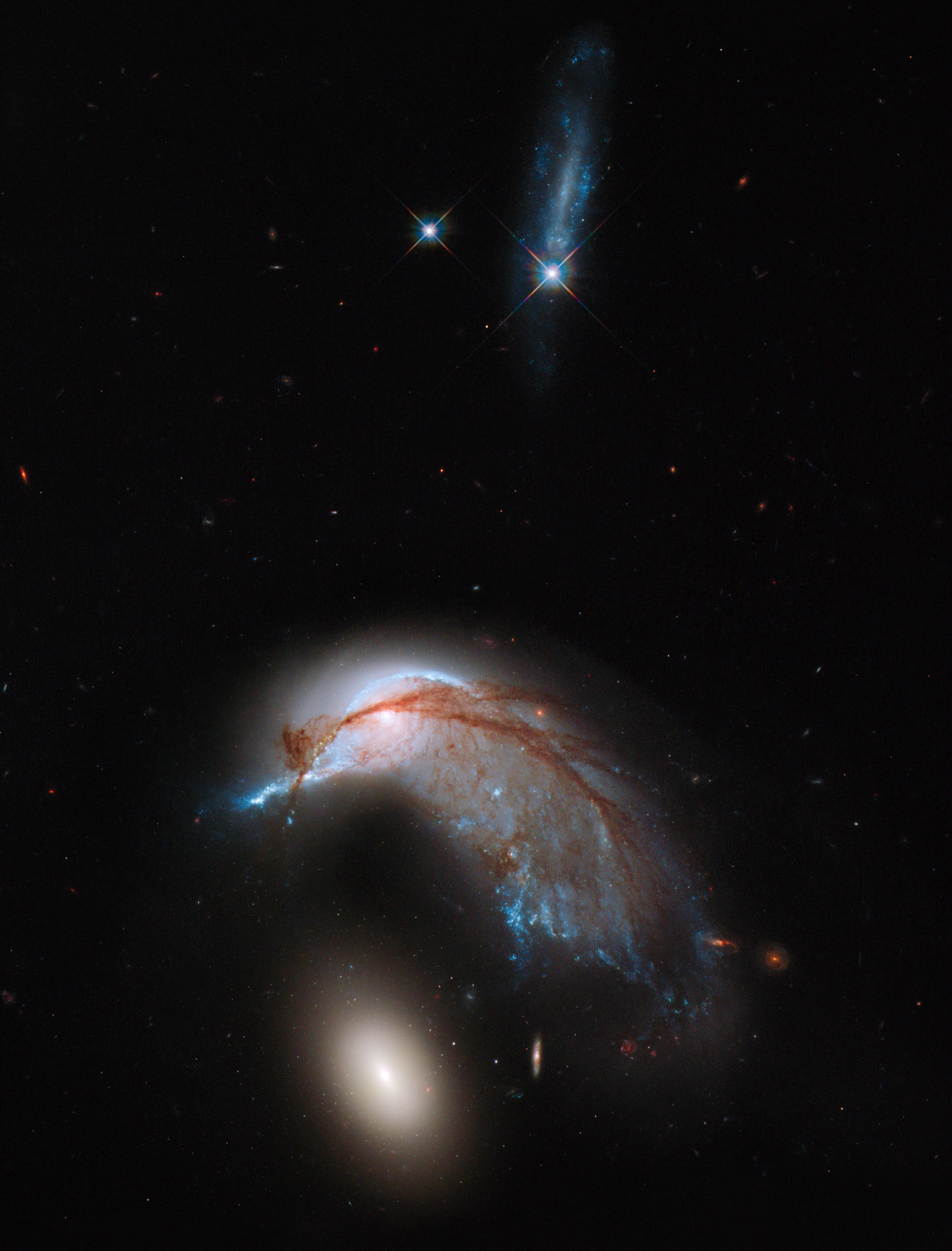
La galaxia NGC 2937 es una de las dos galaxias que forman Arp 142, en la constelación de Hidra.

La galaxia NGC 2937 es una galaxia en la constelación de Hidra, que figura en el "Atlas de galaxias peculiares". La galaxia fue descubierta por el astrónomo Albert Marth con un telescopio de 122 cm, en 1864.